# Grania occulta
Grania occulta är en ringmaskart som beskrevs av De Wit och Erséus 20. Grania occulta ingår i släktet Grania, och familjen småringmaskar. Arten är reproducerande i Sverige.